# City8.com
City 8 fue la primera página web de imágenes a vista de calle de todo el mundo, antes incluso a el Google Street View, más concretamente el proyecto empezó en el año 2005, y apareció en Internet en julio del 2006, un año antes que Google.

Los coches de City8 tienen un sofisticado sistema patentado de captación de imágenes de 360° a nivel de calle.
Actualmente, este servicio tiene más de 40 ciudades chinas. 

## Características
El idioma del programa es solamente en chino.
Los usuarios pueden votar los puntos de interés o las ciudades que consideran más importantes o favoritas de cada uno, con el fin de poder compartir los datos con todas las personas del mundo.
Para los desarrolladores y los que quieran (o necesiten) un mapa de las ciudades chinas, siempre pueden obtener un código API.

## Cobertura de las imágenes
City8 tiene un gran número de ciudades chinas con la posibilidad de verlas en internet, las ciudades son las siguientes:
| Año  | Lugares |
| ---- | --- |
| 2006 | Pekín, Shanghái, Cantón, Shenzhen, Hangzhou, Wenzhou, Sanya, Jinan, Suzhou, Zhengzhou, Qingdao, Dongguan, Xiamen, Nanchang, Zhuhai, Fuzhou, Foshan, Dalian, Xi'an, Haikou, Chengdu, Nanning, Guilin, Tianjin, Jilin, Changchun, Yinchuan, Xining, Changsha, Chongqing, Guiyang, Harbin, Hefei, Hohhot, Lanzhou, Luoyang, Nankín, Ningbo, Shijiazhuang, Taiyuan y Wuhan. |